# Payin' the Dues
Albums de The Hellacopters
Supershitty to the Max!
(1996) Grande Rock
(1999)
Singles
1. Soulseller
Sortie : novembre 1997
2. Riot on the Rocks
Sortie : 25 novembre 1997

Payin' the Dues est le deuxième album du groupe suédois The Hellacopters. Il est sorti le 1er octobre 1997 sur le label White Jazz Records.

## Historique
L'album fut comme son prédécesseur enregistré au Sunlight Studio de Stockholm et produit par Andrew Shit, Tomas Skogsberg et le groupe. L'enregistrement eu lieu en février 1997.
Le guitariste Dregen quittera le groupe peu après pour se consacrer à son groupe principal les Backyard Babies.
L'album se classa à la 19e place des charts suédois et à la 29e place des charts finlandais.

## Liste des titres
- Tous les titres sont signés par The Hellacopters, sauf indication.

1. You Are Nothin' - 2:38
2. Like No Other Man - 3:14
3. Looking at Me - 2:04
4. Riot on the Rocks - 1:23
5. Hey! - 3:20
6. City Slang "(only on vinyl)"(Sonic's Rendezvous Band) - 5:42
7. Soulseller - 3:12
8. Where the Action Is - 2:40
9. Twist Action - 2:03
10. Colapso Nervioso - 4:03
11. Psyched Out & Furious - 4:14

- Le titre "City Slang", une reprise du Sonic's Rendezvous Band n'est disponible que sur la version vinyle de l'album.

## Musiciens
- Nicke Hellacopter: chant, guitare rythmique et solo, piano Fender Rhodes, percussion
- Dregen Hellacopter: guitare lead et rythmique, percussion, chœurs
- Kenny Hellacopter: basse
- Robert Hellacopter: batterie, percussion
- Boba Fett: piano Fender Rhodes

## Musiciens additionnels
- Ross the Boss: solo de guitare sur "Psyched Out & Furious"
- Andrew Shit: solo de guitare sur "City Slang"
- Peder Criss: harmonica sur "Riot on the Rocks"
- The Prank Posse: chœurs histériques sur "Where the Action Is" et "Riot on the Rocks".

## Charts
| Pays     | Durée du classement | Meilleur classement |
| -------- | ------------------- | ------------------- |
| Finlande | 4 semaines          | 29e                 |
| Suède    | 6 semaines          | 19e                 |